# Bhum
Pour un article plus général, voir Boutre.
Un bhum (ou  bum, boom) est un type de voilier du golfe Persique.

## Description
Le bhum est le plus ancien des boutres. C'est un navire de grande taille, à deux mâts, possédant une longue étrave très inclinée qui se projette au-delà de la coque avec une inclinaison très prononcée et une poupe pointue. Il possédait la caractéristique d'avoir les planches de sa coque cousues à l’aide de fibre de cocotier. Ce navire mesure de  12  à   37 mètres pour une largeur de 6  à   8 mètres.

## Utilisation
Possédant une vaste cale, les bhums étaient utilisés principalement pour le commerce. Ces navires, de 60 à 200 tonneaux, étaient à l'origine des voiliers, mais la plupart ont été motorisés au cours des années 1960.

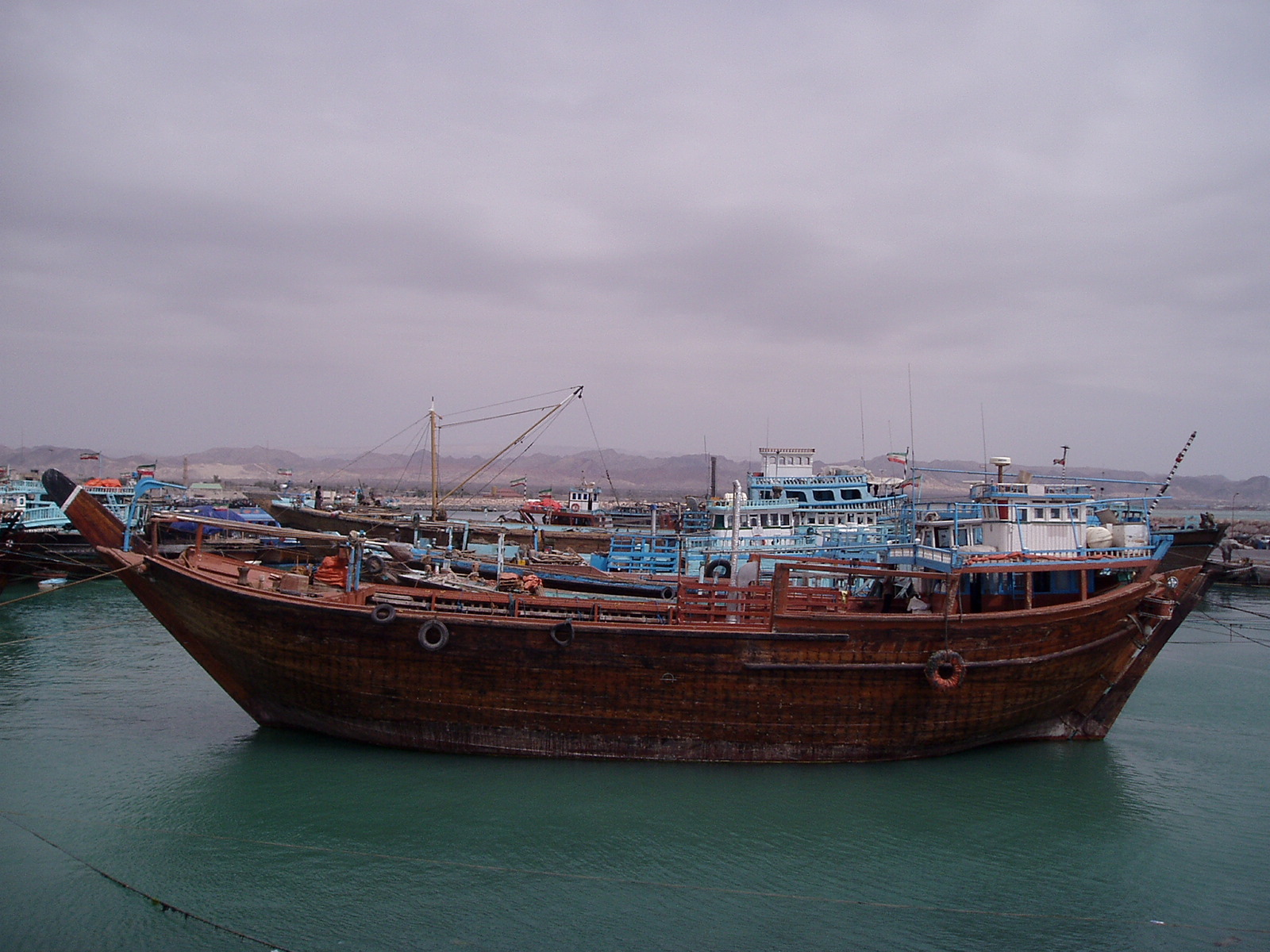
Un bhum converti en diesel à Bandar Kong, ville portuaire d'Iran.
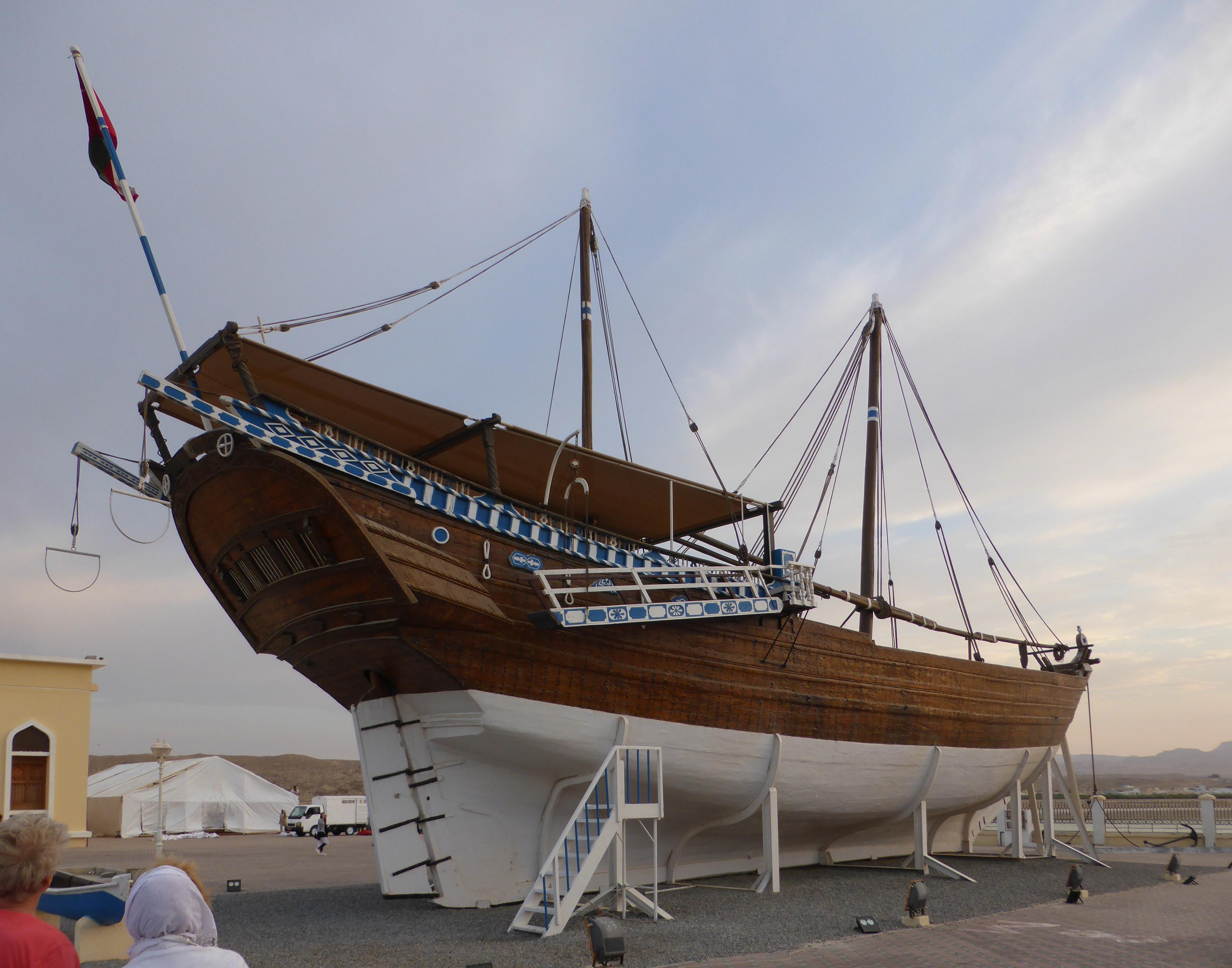
Le Fateh Al-Khayr, bhum aujourd'hui navire musée à Koweït.